# Ralpaczen

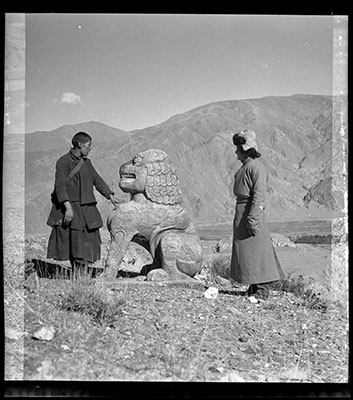
Kamienny lew na kurhanie króla Ralpachan w dolinie Chyongye

Ralpaczen, tybet. རལ་པ་ཅན, Wylie ral pa can, (ur. w 802, zm. w 838) – król (canpo) Imperium tybetańskiego w latach 815-838. Jeden z trzech tybetańskich "boskich władców" (czogjal) lub "Królów Dharmy" (dwaj pozostali to: Songcen Gampo i Trisong Decen). Propagował i wspierał buddyzm tybetański. 
W latach 822-23 zawarł układ pokojowy z Chinami, który przyznawał Tybetowi Turkiestan Wschodni i zachodnią część Syczuanu oraz wzajemnie uznawał granicę chińsko-tybetańską. Ralpaczen intensywnie propagował i popierał buddyzm fundując instytucje religijne i zastępując ministrów świeckich mnichami, którym całkowicie ulegał. Z tego względu niektóre źródła chińskie określają go jako nieudolnego króla. Ralpaczen miał jednak duże zasługi w ujednolicaniu doktryny buddyjskiej: nakazał ponowne tłumaczenie tekstów i precyzyjne określenie terminologii, która w tej postaci funkcjonuje do dzisiaj. Ponadto król rozkazał, aby każdy mnich buddyjski był utrzymywany przez siedem rodzin, a 3 tysiące mnichów w klasztorach było utrzymywanych przez 20 tysięcy rodzin tybetańskich. Te działania króla spowodowały narastający konflikt z panami feudalnymi, którzy przeciwni byli faworyzowaniu duchowieństwa kosztem szlachty. Odsunięci od stanowisk ministrowie (często zwolennicy pierwotnej tybetańskiej religii bön) zawiązali spisek. Dwaj feudałowie zamordowali Ralpaczena, gdy ten spał pijany. Następnie panowie feudalni osadzili na tronie Tybetu jego brata Langdarmę, który był zdecydowanym przeciwnikiem buddyzmu.